# Dick Advocaat
Dirk Nicolaas (Dick) Advocaat (Den Haag, 27 september 1947) is een Nederlands voetbaltrainer en voormalig profvoetballer.

## Loopbaan als speler

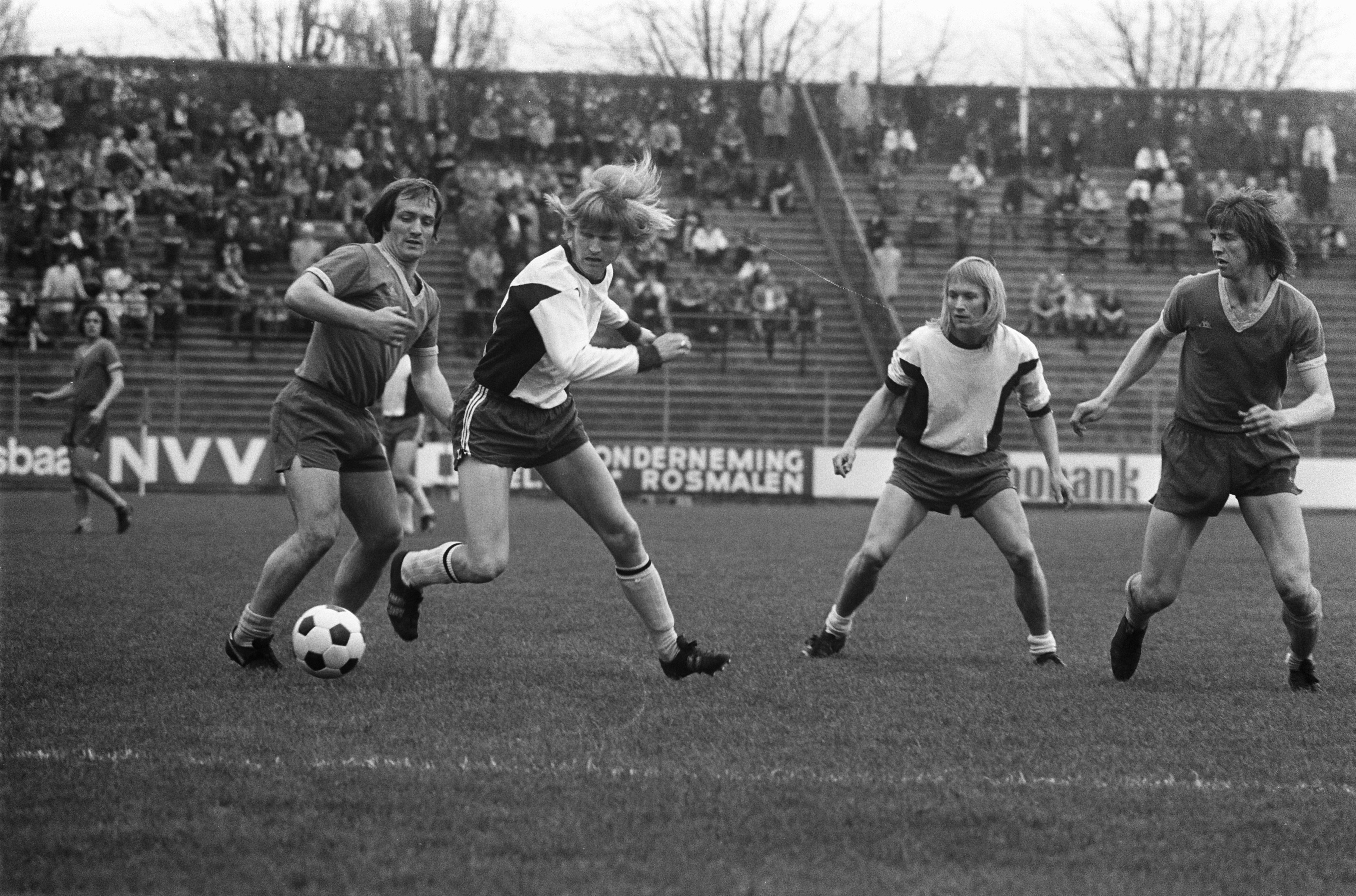
Dick Advocaat (links, aan de bal) als speler van FC Den Haag

Als rechtsbenige verdedigende middenvelder speelde Advocaat voor ADO (en later nog FC Den Haag), FC VVV, Roda JC, Sparta, Berchem Sport, Utrecht en Chicago Sting in de Verenigde Staten. Net als Johan Cruijff bij Ajax was hij op 15-jarige leeftijd ook catcher bij ADO honkbal.
Hij was in 1966 jeugdinternational en kwam zes keer uit voor het Nederlands voetbalelftal 16–18 jaar. Bij zijn debuut op 30 maart 1966 tegen België (4-2 zege) scoorde hij eenmaal en gaf twee assits.
Drie interlands speelde hij in mei 1966 tijdens het Europees kampioenschap in Joegoslavië. 

## Loopbaan als trainer

### DSVP
Advocaat begon als trainer bij de amateurs van DSVP uit Pijnacker. De club had eigenlijk zijn oudere broer Jaap (1941–2023) op het oog, maar deze had net getekend bij Duindorp SV. Hij promoveerde drie seizoenen achter elkaar met DSVP en bleef 67 wedstrijden ongeslagen.

### Assistent bij Nederland, Haarlem en SVV

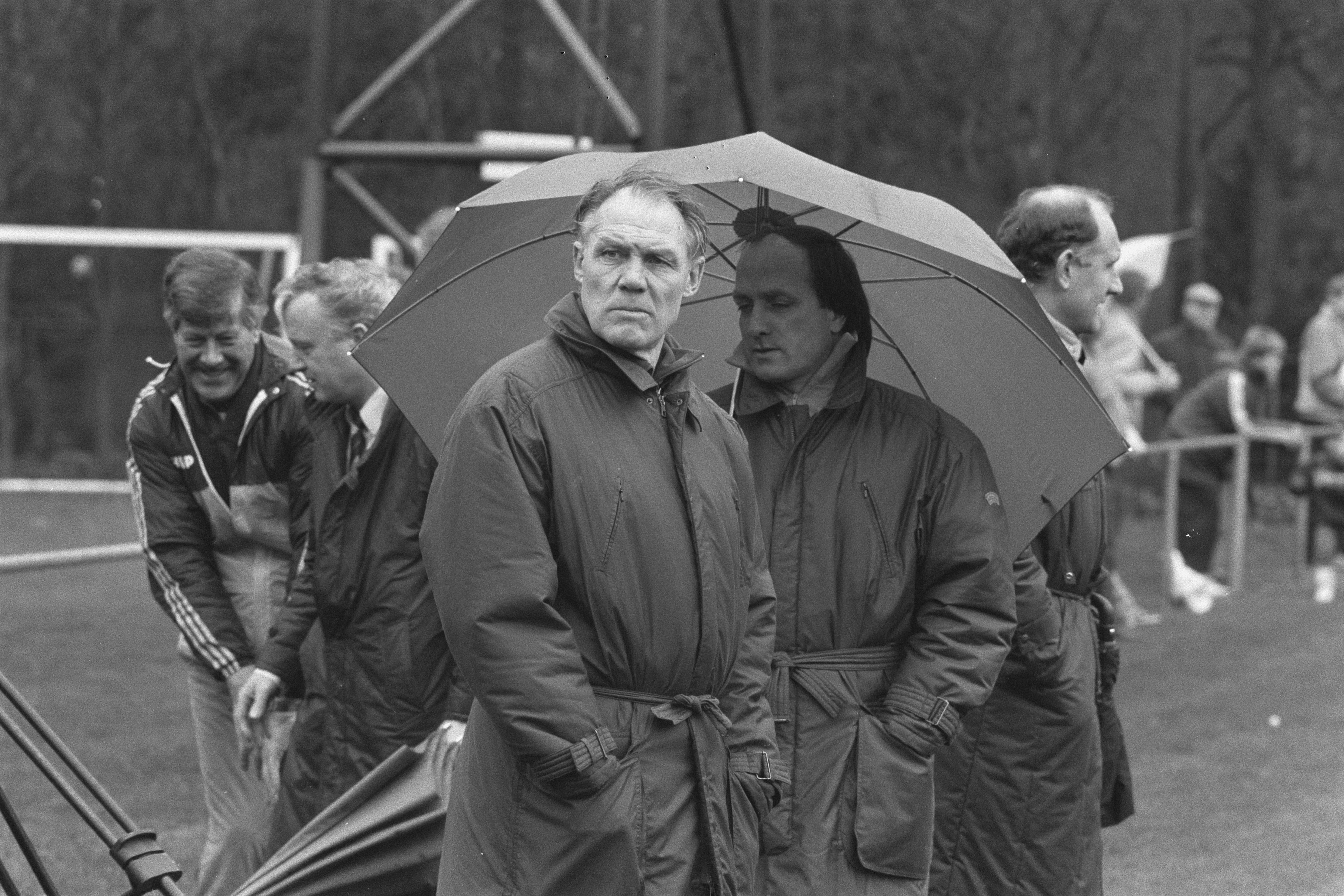
Assistent-bondscoach Dick Advocaat (rechts) met bondscoach Rinus Michels (links) tegen Cyprus in Zeist

Advocaat werd door Rinus Michels als assistent bij het Nederlands elftal gevraagd, wat hij deed van 1984 tot 1987. Advocaat leidde op 23 mei 1987 het Nederlands vrouwenvoetbalelftal eenmalig tegen Noorwegen (0-0). Ondertussen werkte hij ook bij Haarlem en SVV uit Schiedam. Met die laatste club werd hij in 1990 kampioen van de Eerste divisie. Snel na de fusie een jaar later, in 1991, tot SVV/Dordrecht'90 werd hij echter ontslagen.

### Nederland (eerste keer: 1992–1994)
Advocaat werd bondscoach na het EK van 1992 en onder zijn leiding reikte het Nederlands elftal op het WK van 1994 in de Verenigde Staten tot de laatste acht. Sterspeler Ruud Gullit besloot uiteindelijk niet naar het WK mee te gaan, omdat hij vond dat Advocaat een te aanvallende speelwijze voorstond.
| Interlands Nederland onder leiding van bondscoach Dick Advocaat (eerste periode) | Interlands Nederland onder leiding van bondscoach Dick Advocaat (eerste periode) | Interlands Nederland onder leiding van bondscoach Dick Advocaat (eerste periode) | Interlands Nederland onder leiding van bondscoach Dick Advocaat (eerste periode) | Interlands Nederland onder leiding van bondscoach Dick Advocaat (eerste periode) | Interlands Nederland onder leiding van bondscoach Dick Advocaat (eerste periode) |
| №                                                                                | Datum                                                                            | Wedstrijd                                                                        | Uitslag                                                                          | Competitie                                                                       |                                                                                  |
| -------------------------------------------------------------------------------- | -------------------------------------------------------------------------------- | -------------------------------------------------------------------------------- | -------------------------------------------------------------------------------- | -------------------------------------------------------------------------------- | -------------------------------------------------------------------------------- |
| 1                                                                                | 09.09.1992                                                                       | Nederland − Italië                                                               | 2 − 3                                                                            | Oefeninterland                                                                   |                                                                                  |
| 2                                                                                | 23.09.1992                                                                       | Noorwegen − Nederland                                                            | 2 − 1                                                                            | WK-kwalificatie                                                                  |                                                                                  |
| 3                                                                                | 14.10.1992                                                                       | Nederland − Polen                                                                | 2 − 2                                                                            | WK-kwalificatie                                                                  |                                                                                  |
| 4                                                                                | 16.12.1992                                                                       | Turkije − Nederland                                                              | 1 − 3                                                                            | WK-kwalificatie                                                                  |                                                                                  |
| 5                                                                                | 24.02.1993                                                                       | Nederland − Turkije                                                              | 3 − 1                                                                            | WK-kwalificatie                                                                  |                                                                                  |
| 6                                                                                | 24.03.1993                                                                       | Nederland − San Marino                                                           | 6 − 0                                                                            | WK-kwalificatie                                                                  |                                                                                  |
| 7                                                                                | 28.04.1993                                                                       | Engeland − Nederland                                                             | 2 − 2                                                                            | WK-kwalificatie                                                                  |                                                                                  |
| 8                                                                                | 09.06.1993                                                                       | Nederland − Noorwegen                                                            | 0 − 0                                                                            | WK-kwalificatie                                                                  |                                                                                  |
| 9                                                                                | 22.09.1993                                                                       | San Marino − Nederland                                                           | 0 − 7                                                                            | WK-kwalificatie                                                                  |                                                                                  |
| 10                                                                               | 13.10.1993                                                                       | Nederland − Engeland                                                             | 2 − 0                                                                            | WK-kwalificatie                                                                  |                                                                                  |
| 11                                                                               | 17.11.1993                                                                       | Polen − Nederland                                                                | 1 − 3                                                                            | WK-kwalificatie                                                                  |                                                                                  |
| 12                                                                               | 19.01.1994                                                                       | Tunesië − Nederland                                                              | 2 − 2                                                                            | Oefeninterland                                                                   |                                                                                  |
| 13                                                                               | 23.03.1994                                                                       | Schotland − Nederland                                                            | 0 − 1                                                                            | Oefeninterland                                                                   |                                                                                  |
| 14                                                                               | 20.04.1994                                                                       | Nederland − Ierland                                                              | 0 − 1                                                                            | Oefeninterland                                                                   |                                                                                  |
| 15                                                                               | 27.05.1994                                                                       | Nederland − Schotland                                                            | 3 − 1                                                                            | Oefeninterland                                                                   |                                                                                  |
| 16                                                                               | 01.06.1994                                                                       | Nederland − Hongarije                                                            | 7 − 1                                                                            | Oefeninterland                                                                   |                                                                                  |
| 17                                                                               | 12.06.1994                                                                       | Canada − Nederland                                                               | 0 − 3                                                                            | Oefeninterland                                                                   |                                                                                  |
| 18                                                                               | 20.06.1994                                                                       | Nederland − Saoedi-Arabië                                                        | 2 − 1                                                                            | WK-eindronde                                                                     |                                                                                  |
| 19                                                                               | 25.06.1994                                                                       | België − Nederland                                                               | 1 − 0                                                                            | WK-eindronde                                                                     |                                                                                  |
| 20                                                                               | 29.06.1994                                                                       | Marokko − Nederland                                                              | 1 − 2                                                                            | WK-eindronde                                                                     |                                                                                  |
| 21                                                                               | 04.07.1994                                                                       | Nederland − Ierland                                                              | 2 − 0                                                                            | WK-eindronde                                                                     |                                                                                  |
| 22                                                                               | 09.07.1994                                                                       | Brazilië − Nederland                                                             | 3 − 2                                                                            | WK-eindronde                                                                     |                                                                                  |
| 23                                                                               | 07.09.1994                                                                       | Luxemburg − Nederland                                                            | 0 − 4                                                                            | EK-kwalificatie                                                                  |                                                                                  |
| 24                                                                               | 12.10.1994                                                                       | Noorwegen − Nederland                                                            | 1 − 1                                                                            | EK-kwalificatie                                                                  |                                                                                  |
| 25                                                                               | 16.11.1994                                                                       | Nederland − Tsjechië                                                             | 0 − 0                                                                            | EK-kwalificatie                                                                  |                                                                                  |
| 26                                                                               | 14.12.1994                                                                       | Nederland − Luxemburg                                                            | 5 − 0                                                                            | EK-kwalificatie                                                                  |                                                                                  |

### PSV (eerste keer) en Rangers
In december 1994 stapte Advocaat over naar PSV, waarmee hij in drie en een half jaar trainerschap een landstitel, de KNVB-beker en twee supercups binnenhaalde. Hierna volgde Rangers, waar Advocaat in zijn eerste seizoen meteen de "triple" pakte: het kampioenschap, de FA Cup en de League Cup. In januari 2002 stopte hij in Glasgow als coach en vervulde daarna de functie van technisch directeur. Ook nam hij vanaf dat moment weer de rol van bondscoach van Oranje voor zijn rekening, nadat onder Louis van Gaal het WK van 2002 niet gehaald werd. Een half jaar later nam hij afscheid van de Schotse club en richtte hij zich volledig op het bondscoachschap.

### Nederland (tweede keer: 2002–2004)
Nederland speelde in de kwalificatiewedstrijden voor het EK van 2004 bij vlagen goed en was lange tijd ongeslagen. Het elftal werd na de uitnederlaag tegen Tsjechië echter tweede in de kwalificatiegroep achter datzelfde Tsjechië. Hierdoor moesten tegen Schotland play-offwedstrijden gespeeld worden. Nederland verloor de eerste wedstrijd in Glasgow met 1-0 en uitschakeling dreigde. Uiteindelijk kwalificeerde de ploeg zich toch voor het EK 2004 dankzij een afgetekende 6-0-overwinning in de thuiswedstrijd.
In de voorbereiding op het EK van 2004 in mei/juni 2004 ging het echter allemaal niet zo soepel. Nederland verloor oefenwedstrijden van België en Ierland (tegenstander in de "uitzwaaiwedstrijd") en er was veel onduidelijkheid over de te volgen tactiek.
Advocaat was samen met Willem van Hanegem en Jan Wouters het trio dat het Nederlands elftal in Portugal coachte tijdens het Europees kampioenschap voetbal 2004. Nederland overleefde de moeilijke poulefase met tegenstanders als Tsjechië en Duitsland. Er ontstond veel commotie na de wedstrijd tegen Tsjechië (2-3, na 2-0 te hebben voorgestaan), waarin Advocaat de goed spelende Arjen Robben wisselde voor Paul Bosvelt. Tijdens het EK vlamde het team niet zoals de ploeg op het WK van 1998 en het EK in 2000 deed, maar het team leek veel hechter en er werd hard gestreden. In de kwartfinales werd Zweden de tegenstander, dat na een scoreloze wedstrijd pas na strafschoppen opzij werd gezet. Hiermee leek Nederland afscheid te hebben genomen van het penaltysyndroom. Het verloor vervolgens in de halve finales met 2-1 van Portugal. Naar aanleiding van de opschudding in de media rondom Advocaats optreden op het EK besloot hij op 7 juli zijn functie neer te leggen. Hij werd opgevolgd door Marco van Basten.
Advocaat en Van Hanegem waren ooit boezemvrienden. Maar na het EK 2004 bleek die vriendschap ernstig bekoeld te zijn geraakt. "Mede door Willem is het zo fout gelopen," zei Advocaat in 2010 in sportmagazine Helden.
Over de befaamde wissel van Robben zei Advocaat in datzelfde interview, opgetekend door de Belgische journalist Carl Huybrechts: "Robben had zware blessures achter de rug, hij had net enkele wedstrijden in de benen. Dan Tsjechië, we staan 2-1 voor, maar het middenveld wordt overlopen. Robben was mijn beste man, maar ik wilde hem fit houden en er moest een middenvelder bij. Ik heb duizenden wissels gedaan die wél lukten. Deze pakte verkeerd uit."
| Interlands Nederland onder leiding van bondscoach Dick Advocaat (tweede periode) | Interlands Nederland onder leiding van bondscoach Dick Advocaat (tweede periode) | Interlands Nederland onder leiding van bondscoach Dick Advocaat (tweede periode) | Interlands Nederland onder leiding van bondscoach Dick Advocaat (tweede periode) | Interlands Nederland onder leiding van bondscoach Dick Advocaat (tweede periode) | Interlands Nederland onder leiding van bondscoach Dick Advocaat (tweede periode) |
| №                                                                                | Datum                                                                            | Wedstrijd                                                                        | Uitslag                                                                          | Competitie                                                                       |                                                                                  |
| -------------------------------------------------------------------------------- | -------------------------------------------------------------------------------- | -------------------------------------------------------------------------------- | -------------------------------------------------------------------------------- | -------------------------------------------------------------------------------- | -------------------------------------------------------------------------------- |
| 27                                                                               | 13.02.2002                                                                       | Nederland − Engeland                                                             | 1 − 1                                                                            | Oefeninterland                                                                   |                                                                                  |
| 28                                                                               | 27.03.2002                                                                       | Nederland − Spanje                                                               | 1 − 0                                                                            | Oefeninterland                                                                   |                                                                                  |
| 29                                                                               | 19.05.2002                                                                       | Verenigde Staten − Nederland                                                     | 0 − 2                                                                            | Oefeninterland                                                                   |                                                                                  |
| 30                                                                               | 21.08.2002                                                                       | Noorwegen − Nederland                                                            | 0 − 1                                                                            | Oefeninterland                                                                   |                                                                                  |
| 31                                                                               | 07.09.2002                                                                       | Nederland − Wit-Rusland                                                          | 3 − 0                                                                            | EK-kwalificatie                                                                  |                                                                                  |
| 32                                                                               | 16.10.2002                                                                       | Oostenrijk − Nederland                                                           | 0 − 3                                                                            | EK-kwalificatie                                                                  |                                                                                  |
| 33                                                                               | 20.11.2002                                                                       | Duitsland − Nederland                                                            | 1 − 3                                                                            | Oefeninterland                                                                   |                                                                                  |
| 34                                                                               | 12.02.2003                                                                       | Nederland − Argentinië                                                           | 1 − 0                                                                            | Oefeninterland                                                                   |                                                                                  |
| 35                                                                               | 29.03.2003                                                                       | Nederland − Tsjechië                                                             | 1 − 1                                                                            | EK-kwalificatie                                                                  |                                                                                  |
| 36                                                                               | 02.04.2003                                                                       | Moldavië − Nederland                                                             | 1 − 2                                                                            | EK-kwalificatie                                                                  |                                                                                  |
| 37                                                                               | 30.04.2003                                                                       | Nederland − Portugal                                                             | 1 − 1                                                                            | Oefeninterland                                                                   |                                                                                  |
| 38                                                                               | 07.06.2003                                                                       | Wit-Rusland − Nederland                                                          | 0 − 2                                                                            | EK-kwalificatie                                                                  |                                                                                  |
| 39                                                                               | 20.08.2003                                                                       | België − Nederland                                                               | 1 − 1                                                                            | Oefeninterland                                                                   |                                                                                  |
| 40                                                                               | 06.09.2003                                                                       | Nederland − Oostenrijk                                                           | 3 − 1                                                                            | EK-kwalificatie                                                                  |                                                                                  |
| 41                                                                               | 10.09.2003                                                                       | Tsjechië − Nederland                                                             | 3 − 1                                                                            | EK-kwalificatie                                                                  |                                                                                  |
| 42                                                                               | 11.10.2003                                                                       | Nederland − Moldavië                                                             | 5 − 0                                                                            | EK-kwalificatie                                                                  |                                                                                  |
| 43                                                                               | 15.11.2003                                                                       | Schotland − Nederland                                                            | 1 − 0                                                                            | EK-kwalificatie                                                                  |                                                                                  |
| 44                                                                               | 19.11.2003                                                                       | Nederland − Schotland                                                            | 6 − 0                                                                            | EK-kwalificatie                                                                  |                                                                                  |
| 45                                                                               | 18.02.2004                                                                       | Nederland − Verenigde Staten                                                     | 1 − 0                                                                            | Oefeninterland                                                                   |                                                                                  |
| 46                                                                               | 31.03.2004                                                                       | Nederland − Frankrijk                                                            | 0 − 0                                                                            | Oefeninterland                                                                   |                                                                                  |
| 47                                                                               | 28.04.2004                                                                       | Nederland − Griekenland                                                          | 4 − 0                                                                            | Oefeninterland                                                                   |                                                                                  |
| 48                                                                               | 29.05.2004                                                                       | Nederland − België                                                               | 0 − 1                                                                            | Oefeninterland                                                                   |                                                                                  |
| 49                                                                               | 01.06.2004                                                                       | Nederland − Faeröer                                                              | 3 − 0                                                                            | Oefeninterland                                                                   |                                                                                  |
| 50                                                                               | 05.06.2004                                                                       | Nederland − Ierland                                                              | 0 − 1                                                                            | Oefeninterland                                                                   |                                                                                  |
| 51                                                                               | 15.06.2004                                                                       | Duitsland − Nederland                                                            | 1 − 1                                                                            | EK-eindronde                                                                     |                                                                                  |
| 52                                                                               | 19.06.2004                                                                       | Tsjechië − Nederland                                                             | 3 − 2                                                                            | EK-eindronde                                                                     |                                                                                  |
| 53                                                                               | 23.06.2004                                                                       | Letland − Nederland                                                              | 0 − 3                                                                            | EK-eindronde                                                                     |                                                                                  |
| 54                                                                               | 26.06.2004                                                                       | Nederland − Zweden                                                               | 0 − 0                                                                            | EK-eindronde                                                                     |                                                                                  |
| 55                                                                               | 30.06.2004                                                                       | Portugal − Nederland                                                             | 2 − 1                                                                            | EK-eindronde                                                                     |                                                                                  |

### Borussia Mönchengladbach en de Verenigde Arabische Emiraten
Op 2 november 2004 tekende Advocaat bij Borussia Mönchengladbach, dat er op dat moment in de Bundesliga niet al te florissant voor stond. Uiteindelijk stapte hij na vijf maanden zelf op en legde uit: "In de actuele situatie staat het welzijn van de club boven alles. Ik denk dat ik met mijn vertrek druk bij de club en de ploeg kan weghalen. En ik hoop daarmee de aanzet te geven waardoor Borussia in de Bundesliga blijft." Cluboorzitter Rolf Königs reageerde hier als volgt op: 'Advocaat heeft zelf deze beslissing genomen. We respecteren en accepteren dat en bedanken hem voor de goede samenwerking.' In 2005 was hij korte tijd bondscoach van de Verenigde Arabische Emiraten.
| Interlands Verenigde Arabische Emiraten onder leiding van bondscoach Dick Advocaat | Interlands Verenigde Arabische Emiraten onder leiding van bondscoach Dick Advocaat | Interlands Verenigde Arabische Emiraten onder leiding van bondscoach Dick Advocaat | Interlands Verenigde Arabische Emiraten onder leiding van bondscoach Dick Advocaat | Interlands Verenigde Arabische Emiraten onder leiding van bondscoach Dick Advocaat | Interlands Verenigde Arabische Emiraten onder leiding van bondscoach Dick Advocaat |
| №                                                                                  | Datum                                                                              | Wedstrijd                                                                          | Uitslag                                                                            | Competitie                                                                         |                                                                                    |
| ---------------------------------------------------------------------------------- | ---------------------------------------------------------------------------------- | ---------------------------------------------------------------------------------- | ---------------------------------------------------------------------------------- | ---------------------------------------------------------------------------------- | ---------------------------------------------------------------------------------- |
| 1                                                                                  | 28.07.2005                                                                         | Verenigde Arabische Emiraten − Koeweit                                             | 1 − 1                                                                              | Oefeninterland                                                                     |                                                                                    |
| 2                                                                                  | 30.07.2005                                                                         | Verenigde Arabische Emiraten − Egypte                                              | 0 − 0                                                                              | Oefeninterland                                                                     |                                                                                    |

### Zuid-Korea
Advocaat nam als bondscoach van Zuid-Korea deel aan het wereldkampioenschap voetbal 2006 in Duitsland, maar kwam niet verder dan de groepswedstrijden. Zijn voorganger en landgenoot, Guus Hiddink, presteerde voor het wereldkampioenschap voetbal 2002 beter: hij bracht het team tot in de halve finales. Advocaat had de Aziatische ploeg in totaal negentien duels onder zijn hoede.
| Interlands Zuid-Korea onder leiding van bondscoach Dick Advocaat | Interlands Zuid-Korea onder leiding van bondscoach Dick Advocaat | Interlands Zuid-Korea onder leiding van bondscoach Dick Advocaat | Interlands Zuid-Korea onder leiding van bondscoach Dick Advocaat | Interlands Zuid-Korea onder leiding van bondscoach Dick Advocaat | Interlands Zuid-Korea onder leiding van bondscoach Dick Advocaat |
| №                                                                | Datum                                                            | Wedstrijd                                                        | Uitslag                                                          | Competitie                                                       |                                                                  |
| ---------------------------------------------------------------- | ---------------------------------------------------------------- | ---------------------------------------------------------------- | ---------------------------------------------------------------- | ---------------------------------------------------------------- | ---------------------------------------------------------------- |
| 1                                                                | 12.10.2005                                                       | Zuid-Korea − Iran                                                | 2 − 0                                                            | Oefeninterland                                                   |                                                                  |
| 2                                                                | 12.11.2005                                                       | Zuid-Korea − Zweden                                              | 2 − 2                                                            | Oefeninterland                                                   |                                                                  |
| 3                                                                | 16.11.2005                                                       | Zuid-Korea − Servië en Montenegro                                | 2 − 0                                                            | Oefeninterland                                                   |                                                                  |
| 4                                                                | 15.01.2006                                                       | Verenigde Arabische Emiraten − Zuid-Korea                        | 1 − 0                                                            | Oefeninterland                                                   |                                                                  |
| 5                                                                | 21.01.2006                                                       | Zuid-Korea − Griekenland                                         | 1 − 1                                                            | Oefeninterland                                                   |                                                                  |
| 6                                                                | 25.01.2006                                                       | Zuid-Korea − Finland                                             | 1 − 0                                                            | Oefeninterland                                                   |                                                                  |
| 7                                                                | 29.01.2006                                                       | Zuid-Korea − Kroatië                                             | 2 − 0                                                            | Carlsberg Cup                                                    |                                                                  |
| 8                                                                | 01.02.2006                                                       | Zuid-Korea − Denemarken                                          | 1 − 3                                                            | Carlsberg Cup                                                    |                                                                  |
| 9                                                                | 11.02.2006                                                       | Costa Rica − Zuid-Korea                                          | 1 − 0                                                            | Oefeninterland                                                   |                                                                  |
| 10                                                               | 15.02.2006                                                       | Mexico − Zuid-Korea                                              | 0 − 1                                                            | Oefeninterland                                                   |                                                                  |
| 11                                                               | 22.02.2006                                                       | Syrië − Zuid-Korea                                               | 1 − 2                                                            | Azië Cup-kwalificatie                                            |                                                                  |
| 12                                                               | 01.03.2006                                                       | Zuid-Korea − Angola                                              | 1 − 0                                                            | Oefeninterland                                                   |                                                                  |
| 13                                                               | 23.05.2006                                                       | Zuid-Korea − Senegal                                             | 1 − 1                                                            | Oefeninterland                                                   |                                                                  |
| 14                                                               | 26.05.2006                                                       | Zuid-Korea − Bosnië en Herzegovina                               | 2 − 0                                                            | Oefeninterland                                                   |                                                                  |
| 15                                                               | 01.06.2006                                                       | Noorwegen − Zuid-Korea                                           | 0 − 0                                                            | Oefeninterland                                                   |                                                                  |
| 16                                                               | 04.06.2006                                                       | Ghana − Zuid-Korea                                               | 3 − 1                                                            | Oefeninterland                                                   |                                                                  |
| 17                                                               | 13.06.2006                                                       | Zuid-Korea − Togo                                                | 2 − 1                                                            | WK-eindronde                                                     |                                                                  |
| 18                                                               | 18.06.2006                                                       | Frankrijk − Zuid-Korea                                           | 1 − 1                                                            | WK-eindronde                                                     |                                                                  |
| 19                                                               | 23.06.2006                                                       | Zwitserland − Zuid-Korea                                         | 2 − 0                                                            | WK-eindronde                                                     |                                                                  |

### Zenit
Na het WK vertrok Advocaat naar Zenit uit Sint-Petersburg, waarmee hij in november 2007 Russisch kampioen werd. Op 17 november werd bekend dat hij geen bondscoach van Australië zou worden, maar zijn contract met Zenit zou verlengen.
Op 1 mei plaatste hij zich voor de finale van de UEFA Cup door met een score van 5-1 over twee wedstrijden van Bayern München te winnen. Het was de eerste keer dat Zenit zich plaatste voor deze finale. Op 14 mei wonnen ze deze met 2-0 van zijn ex-club Rangers, waar Advocaat vier jaar gewerkt had. Hij werd vanwege deze prestatie op 28 mei 2008 benoemd tot ereburger van Sint-Petersburg en was de eerste buitenlander sinds 1866 die deze eer ten deel viel. Ook werd hij ontvangen door de president van Rusland, Vladimir Poetin.
Op 29 augustus 2008 veroverde Advocaats Zenit ook nog de UEFA Super Cup door UEFA Champions League-winnaar Manchester United in Monaco met 2-1 te verslaan. Bijna een jaar later, nadat hij een baan als bondscoach van België had geaccepteerd, werd hij ontslagen door Zenit wegens tegenvallende resultaten.

### België
Op 1 oktober 2009 ging Advocaat aan de slag als bondscoach van België. Hij volgde René Vandereycken op, die op 7 april 2009 ontslagen werd. Diens assistent, Franky Vercauteren, nam tot die tijd over. Op 9 september van datzelfde jaar nam Franky Vercauteren ontslag als Belgisch bondscoach na een smadelijk verlies tegen het nationale elftal van Armenië. De voorzitter van de KBVB vroeg zijn vervroegd aantreden als bondscoach. Op 22 september werd hij officieel voorgesteld als nieuwe bondscoach tijdens een persvoorstelling in Brussel. Zijn eerste wedstrijd werd meteen gewonnen: 2-0 tegen Turkije. Zijn eerste nederlaag was de wedstrijd tegen Estland, die met dezelfde score werd verloren.
Advocaat werd binnengehaald omdat er een "ijzeren hand in fluwelen handschoen" nodig was om de jonge – soms extravagante – Duivels op hun plaats te houden. In die context liet de Nederlander op korte tijd al vaak van zich horen: hij liet na de wedstrijd tegen Estland weten dat er een paar Belgische spelers waren die het niveau niet aankonden en hekelde voor de pers Logan Bailly's gedrag toen hij bij de aankomst in de luchthaven met een witte tas van een ander merk dan de sponsor verscheen.
Verder liet hij bij zijn eerste selectie vaste waarde Timmy Simons thuis en liet in het programma Extra Time weten dat doelman Stijn Stijnen niet noodzakelijk nummer 1 zou zijn. Stijnen gaf enkele dagen later te kennen dat hij niet meer zou spelen voor België zolang er "onprofessioneel" omgegaan werd met de ploeg.
Ook bleek dat Advocaat er niet mee in zat om "vaste waarden" te laten weten waar ze staan. Marouane Fellaini werd op de persconferentie gelaakt omdat hij wegens tandheelkundige problemen de wedstrijd tegen Estland wilde missen, maar enkele dagen later wél aantrad bij zijn club Everton. Ook liet Advocaat vóór de wedstrijd tegen Hongarije (3-0 winst) onomwonden weten dat Vincent Kompany niet zou starten omdat hij vijfendertig minuten te laat was verschenen op de tactische bespreking. Dit verhaal kreeg drie dagen later nog een staartje toen bleek dat Kompany de dag van de wedstrijd tegen Qatar te laat terugkwam na afwezigheid wegens privéredenen en hij door Advocaat zonder pardon uit de selectie werd gezet.
Op 15 april 2010 kocht Advocaat zijn contract bij de Belgische voetbalbond af en besloot zijn werkzaamheden voor België per direct te beëindigen. Hij had nog een verbintenis tot 2012, maar wou, mede door een veel hoger loonaanbod, liever aan de slag gaan als opvolger van Guus Hiddink bij Rusland.
| Interlands België onder leiding van bondscoach Dick Advocaat | Interlands België onder leiding van bondscoach Dick Advocaat | Interlands België onder leiding van bondscoach Dick Advocaat | Interlands België onder leiding van bondscoach Dick Advocaat | Interlands België onder leiding van bondscoach Dick Advocaat | Interlands België onder leiding van bondscoach Dick Advocaat |
| №                                                            | Datum                                                        | Wedstrijd                                                    | Uitslag                                                      | Competitie                                                   |                                                              |
| ------------------------------------------------------------ | ------------------------------------------------------------ | ------------------------------------------------------------ | ------------------------------------------------------------ | ------------------------------------------------------------ | ------------------------------------------------------------ |
| 1                                                            | 10.10.2009                                                   | België − Turkije                                             | 2 − 0                                                        | WK-kwalificatie                                              |                                                              |
| 2                                                            | 14.10.2009                                                   | Estland − België                                             | 2 − 0                                                        | WK-kwalificatie                                              |                                                              |
| 3                                                            | 14.11.2009                                                   | België − Hongarije                                           | 3 − 0                                                        | Oefeninterland                                               |                                                              |
| 4                                                            | 17.11.2009                                                   | Qatar − België                                               | 0 − 2                                                        | Oefeninterland                                               |                                                              |
| 5                                                            | 03.03.2010                                                   | België − Kroatië                                             | 0 − 1                                                        | Oefeninterland                                               |                                                              |

### AZ (eerste keer)
Op 8 december 2009 werd bekendgemaakt dat Advocaat tijdelijk de rol van hoofdtrainer van AZ op zich zou nemen. Hij was hiermee de opvolger van Ronald Koeman, die op 5 december, vanwege uitblijvende resultaten, op straat werd gezet. De Belgische voetbalbond moest hier wel eerst toestemming voor geven, maar omdat Advocaat bepaalde clausules in zijn contract had opgenomen betreffende een dubbelfunctie waren ze bereid Advocaat voor 150.000 euro 'uit te lenen' tot het eind van het seizoen. Advocaat had de opdracht van AZ gekregen om Europees voetbal te halen. Dit doel werd gehaald. Advocaat werd aan het einde van het seizoen opgevolgd door Gertjan Verbeek.

### Rusland
Op 1 juli 2010 begon Advocaat als bondscoach van Rusland als opvolger van de Tsjech Vlastimil Petržela. Tijdens de eerste wedstrijd onder zijn leiding, op 11 augustus 2010, werd Bulgarije in een oefeninterland met 1-0 verslagen door een vroege goal van Roman Sjirokov. In de kwalificatieronde voor het EK van 2012 werd Rusland onder Advocaats leiding eerste in een groep met Ierland, Armenië, Slowakije, Macedonië en Andorra. Op het EK, dat in Polen en Oekraïne werd gespeeld, waren de Russen ingedeeld in een groep met gastland Polen en verder Tsjechië en Griekenland. In de eerste wedstrijd speelden de outsider bij vlagen goed en werd er zonder al te veel moeite met 4-1 gewonnen van Tsjechië. In de tweede wedstrijd werden de punten met gastland Polen gedeeld: 1-1. In de laatste wedstrijd verloren de Russen echter met 0-1 van de Grieken, waardoor ze zich niet plaatsten voor de kwartfinales.
| Interlands Rusland onder leiding van bondscoach Dick Advocaat | Interlands Rusland onder leiding van bondscoach Dick Advocaat | Interlands Rusland onder leiding van bondscoach Dick Advocaat | Interlands Rusland onder leiding van bondscoach Dick Advocaat | Interlands Rusland onder leiding van bondscoach Dick Advocaat | Interlands Rusland onder leiding van bondscoach Dick Advocaat |
| №                                                             | Datum                                                         | Wedstrijd                                                     | Uitslag                                                       | Competitie                                                    |                                                               |
| ------------------------------------------------------------- | ------------------------------------------------------------- | ------------------------------------------------------------- | ------------------------------------------------------------- | ------------------------------------------------------------- | ------------------------------------------------------------- |
| 1                                                             | 11.08.2010                                                    | Rusland − Bulgarije                                           | 1 − 0                                                         | Oefeninterland                                                |                                                               |
| 2                                                             | 03.09.2010                                                    | Andorra − Rusland                                             | 0 − 2                                                         | EK-kwalificatie                                               |                                                               |
| 3                                                             | 07.09.2010                                                    | Rusland − Slowakije                                           | 0 − 1                                                         | EK-kwalificatie                                               |                                                               |
| 4                                                             | 08.10.2010                                                    | Ierland − Rusland                                             | 2 − 3                                                         | EK-kwalificatie                                               |                                                               |
| 5                                                             | 12.10.2010                                                    | Macedonië − Rusland                                           | 0 − 1                                                         | EK-kwalificatie                                               |                                                               |
| 6                                                             | 17.11.2010                                                    | Rusland − België                                              | 0 − 2                                                         | Oefeninterland                                                |                                                               |
| 7                                                             | 09.02.2011                                                    | Iran − Rusland                                                | 1 − 0                                                         | Oefeninterland                                                |                                                               |
| 8                                                             | 26.03.2011                                                    | Armenië − Rusland                                             | 0 − 0                                                         | EK-kwalificatie                                               |                                                               |
| 9                                                             | 29.03.2011                                                    | Qatar − Rusland                                               | 1 − 1                                                         | Oefeninterland                                                |                                                               |
| 10                                                            | 04.06.2011                                                    | Rusland − Armenië                                             | 3 − 1                                                         | EK-kwalificatie                                               |                                                               |
| 11                                                            | 07.06.2011                                                    | Kameroen − Rusland                                            | 0 − 0                                                         | Oefeninterland                                                |                                                               |
| 12                                                            | 10.08.2011                                                    | Rusland − Servië                                              | 1 − 0                                                         | Oefeninterland                                                |                                                               |
| 13                                                            | 02.09.2011                                                    | Rusland − Macedonië                                           | 1 − 0                                                         | EK-kwalificatie                                               |                                                               |
| 14                                                            | 06.09.2011                                                    | Rusland − Ierland                                             | 0 − 0                                                         | EK-kwalificatie                                               |                                                               |
| 15                                                            | 07.10.2011                                                    | Slowakije − Rusland                                           | 0 − 1                                                         | EK-kwalificatie                                               |                                                               |
| 16                                                            | 11.10.2011                                                    | Rusland − Andorra                                             | 6 − 0                                                         | EK-kwalificatie                                               |                                                               |
| 17                                                            | 11.11.2011                                                    | Griekenland − Rusland                                         | 1 − 1                                                         | Oefeninterland                                                |                                                               |
| 18                                                            | 29.02.2012                                                    | Denemarken − Rusland                                          | 0 − 2                                                         | Oefeninterland                                                |                                                               |
| 19                                                            | 25.05.2012                                                    | Rusland − Uruguay                                             | 1 − 1                                                         | Oefeninterland                                                |                                                               |
| 20                                                            | 29.05.2012                                                    | Litouwen − Rusland                                            | 0 − 0                                                         | Oefeninterland                                                |                                                               |
| 21                                                            | 01.06.2012                                                    | Italië − Rusland                                              | 0 − 3                                                         | Oefeninterland                                                |                                                               |
| 22                                                            | 08.06.2012                                                    | Tsjechië − Rusland                                            | 1 − 4                                                         | EK-eindronde                                                  |                                                               |
| 23                                                            | 12.06.2012                                                    | Polen − Rusland                                               | 1 − 1                                                         | EK-eindronde                                                  |                                                               |
| 24                                                            | 16.06.2012                                                    | Griekenland − Rusland                                         | 1 − 0                                                         | EK-eindronde                                                  |                                                               |

### PSV (tweede keer)
Na het EK voetbal 2012 keerde Advocaat terug als hoofdtrainer van PSV, waarmee hij de plaats van interim-coaches Phillip Cocu en Ernest Faber innam. In augustus 2012 pakte hij direct een prijs met PSV: de Johan Cruijff Schaal werd met 4-2 gewonnen, dit ten koste van landskampioen Ajax. Dat was echter de enige prijs die Advocaat zou pakken met PSV. In de UEFA Europa League werden ze al in de groepsfase uitgeschakeld, de landstitel ging voor de derde keer op rij naar Ajax en op 9 mei 2013 was zijn vroegere club AZ in de KNVB Bekerfinale met 2-1 te sterk voor hen.

### AZ (tweede keer)
Op 16 oktober 2013 werd bekendgemaakt dat Advocaat de bij AZ ontslagen Gertjan Verbeek weer zou opvolgen. De oud-bondscoach wist met de ploeg uit Alkmaar onder meer de laatste acht van de UEFA Europa League te bereiken en de halve finales van de strijd om de KNVB Beker. Op 28 maart 2014 werd echter duidelijk dat Advocaat aan het einde van het seizoen toch zou vertrekken. Hij wilde namelijk langer aan de club verbonden blijven, maar dan wel op voorwaarde dat hij kon blijven werken met dezelfde technische staf en de beschikking zou krijgen over een ruimer spelersbudget. De clubleiding wilde niet aan die eisen tegemoetkomen. Eind april 2014 was hij in beeld voor de functie van bondscoach van Marokko, maar de bond van het Noord-Afrikaanse land koos uiteindelijk voor oud-doelman Badou Zaki. Op 1 juli 2014 werd Advocaat opgevolgd door Marco van Basten.

### Servië
Op 21 juli 2014 werd Advocaat benoemd als nieuwe bondscoach van Servië. Hij volgde interim-coach Ljubinko Drulović op. Advocaat moest Servië naar het EK voetbal 2016 in Frankrijk leiden. Hij tekende een tweejarig contract. Advocaat begon met een gelijkspel (1-1) in de vriendschappelijke wedstrijd tegen Frankrijk, gevolgd door een puntendeling (ook 1-1) in de EK-kwalificatiewedstrijd in en tegen Armenië. Zijn derde duel als bondscoach van Servië, een thuisduel op 14 oktober 2014 tegen Albanië, werd gestaakt vlak voor het einde van de eerste helft bij een 0-0 tussenstand. Bij het treffen in Belgrado waren Albanese supporters niet welkom in het stadion, maar zij lieten een drone met de vlag van "groot Albanië" (in verband met Kosovo en de Raškaregio) boven het veld rondcirkelen, waarna een opstootje ontstond. De Serviërs wilden verder spelen en haalden de vlag weg, maar dit werd niet geaccepteerd door de Albanese spelers. Op 14 november verloor zijn team op eigen veld met 1-3 van de Denen. Een dag later nam Advocaat zelf ontslag.
| Interlands Servië onder leiding van bondscoach Dick Advocaat | Interlands Servië onder leiding van bondscoach Dick Advocaat | Interlands Servië onder leiding van bondscoach Dick Advocaat | Interlands Servië onder leiding van bondscoach Dick Advocaat | Interlands Servië onder leiding van bondscoach Dick Advocaat | Interlands Servië onder leiding van bondscoach Dick Advocaat |
| №                                                            | Datum                                                        | Wedstrijd                                                    | Uitslag                                                      | Competitie                                                   |                                                              |
| ------------------------------------------------------------ | ------------------------------------------------------------ | ------------------------------------------------------------ | ------------------------------------------------------------ | ------------------------------------------------------------ | ------------------------------------------------------------ |
| 1                                                            | 07.09.2014                                                   | Servië − Frankrijk                                           | 1 − 1                                                        | Oefeninterland                                               |                                                              |
| 2                                                            | 11.10.2014                                                   | Armenië − Servië                                             | 1 − 1                                                        | EK-kwalificatie                                              |                                                              |
| X                                                            | 14.10.2014                                                   | Servië − Albanië                                             | gestaakt                                                     | EK-kwalificatie                                              |                                                              |
| 3                                                            | 14.11.2014                                                   | Servië − Denemarken                                          | 1 − 3                                                        | EK-kwalificatie                                              |                                                              |

### Sunderland
Op 16 maart 2015 kwam Advocaat tot overeenstemming met Sunderland om tot het einde van het seizoen leiding te geven aan de club. Hij volgde Gustavo Poyet op. De Uruguayaan was eerder die dag ontslagen, kort na de zware 4-0 thuisnederlaag tegen Aston Villa. Onder leiding van Poyet was Sunderland halverwege het seizoen 2014/15 steeds verder weggezakt in de Premier League. Met nog negen duels voor de boeg stond de ploeg op de zeventiende plaats. Sunderland won sinds de kerst amper één keer (2-0 tegen Burnley FC). Poyet stond achttien maanden aan het roer in het Stadium of Light. Advocaat nam Željko Petrović mee als zijn assistent. In zijn eerste wedstrijd als coach van Sunderland, op 21 maart 2015, verloor hij nipt met 1-0 van West Ham United FC door een treffer in de 88e minuut van Diafra Sakho. Een wedstrijd later won Sunderland wél de beladen Tyne-Wearderby tegen rivaal Newcastle United met 1-0. Een aanbod van de club om langer trainer te blijven legde Advocaat in eerste instantie naast zich neer. Een week later tekende hij toch voor een jaar bij. Hij kende een beroerde start van het seizoen 2015/16. Sunderland bezette na zes speelronden de laatste plaats met slechts twee punten. Na de nederlaag tegen nieuwkomer AFC Bournemouth (2-0) reageerde Advocaat woedend: "Ik ben heel, heel boos op de spelers. Het is niet de eerste keer dat ze zo slecht speelden. We hebben een groot probleem, want mentaliteit is moeilijk te veranderen." Voorafgaand aan het duel tegen West Ham United op 3 oktober zinspeelde Advocaat op een voortijdig vertrek bij Sunderland. Nadat zijn ploeg 2-2 gelijk gespeeld had tegen de club uit Londen liet hij weten een beslissing te hebben genomen over zijn toekomst als manager van Sunderland, maar hij wilde niet zeggen of hij zou opstappen bij de in degradatienood verkerende club: "Ik kan niet zeggen of ik na de interlandperiode nog in dienst ben bij Sunderland. De manier waarop het team vandaag heeft gespeeld, is belangrijker voor mij. Mijn toekomst is minder belangrijk." Een dag later bevestigde de club dat Advocaat per direct was opgestapt. "Ik wil iedereen die achter me heeft gestaan bedanken", stelde de coach in een door Sunderland uitgegeven verklaring. "Dit is het goede moment om te vertrekken. Niet voor mij, maar voor de club." Hij werd opgevolgd door Sam Allardyce en beweerde te stoppen als professioneel voetbalcoach, waar hij niet veel later op terugkwam.

### Adviseur bij Feyenoord
Van half februari tot en met mei 2016 was Advocaat bij Feyenoord adviseur van trainer Giovanni van Bronckhorst, met als doel het zwalkende Feyenoord uit de put te helpen. Advocaat deed dit pro Deo, dus onbetaald (zoals een echte advocaat ook kan doen), als 'vriendendienst' voor Van Bronckhorst. Feyenoord verloor vanaf zijn komst geen wedstrijd meer dat seizoen.

### Fenerbahçe
Advocaat zou in september 2016 opnieuw in dienst treden van de KNVB, ditmaal als assistent van bondscoach Danny Blind. Hij tekende in augustus 2016 niettemin bij het Turkse Fenerbahçe om daar met ingang van het seizoen 2016/17 hoofdtrainer te worden. Hij verliet dan ook per direct het Nederlands elftal. In maart 2017 kondigde hij aan na afloop van het seizoen zijn loopbaan als trainer bij voetbalclubs te zullen beëindigen, maar zou daar opnieuw op terugkomen.

### Nederland (derde keer: 2017)
Begin mei 2017 werd hij voor de derde keer in zijn loopbaan aangesteld als bondscoach van het Nederlands elftal. Hij volgde Danny Blind op, die na vijf kwalificatiewedstrijden voor het WK van 2018 slechts zeven punten behaald had. Doel was om zich alsnog voor dat toernooi te kwalificeren. Afgesproken werd dat zijn werkzaamheden pas in zouden gaan als zijn club Fenerbahçe geen wedstrijden meer zou hoeven te spelen, ofwel uiterlijk na 4 juni van dat jaar. 
Advocaat won met Oranje van Luxemburg (5-0), Bulgarije (3-1), Wit-Rusland (3-1) en Zweden (2-0). Alleen de latere kampioen, Frankrijk, bleek te sterk (4-0). Kwalificatie voor het WK van 2018 liep Oranje echter alsnog mis doordat Zweden, dat nadien ook nog in de barrages Italië wist te kloppen, een beter doelsaldo wist te behalen.
Door de 3-0-overwinning van Oranje op Roemenië (oefeninterland) werd Advocaat op 14 november 2017 de bondscoach van het Nederlands elftal met het grootste aantal overwinningen: 37. Hij brak het record van Bob Glendenning, die tussen 1925 en 1940 36 overwinningen met het Nederlands elftal had geboekt. Advocaat heeft dit record vijf jaar lang in handen gehad, maar in 2022 boekte Louis van Gaal zijn 38e overwinning als bondscoach van het Nederlands Elftal. 
Op 6 februari 2018 werd Advocaat opgevolgd door Ronald Koeman.

### Sparta Rotterdam
Op 25 december 2017 maakte het bestuur van Sparta Rotterdam bekend dat het Advocaat had aangetrokken als opvolger van de ontslagen Alex Pastoor. De oud-bondscoach kreeg als opdracht om de ploeg te behouden voor de eredivisie. Sparta bungelde op dat moment met elf punten onderaan op de ranglijst in de hoogste afdeling. "Het gaat heel zwaar worden", zei Advocaat (70) bij zijn presentatie op Het Kasteel. "Hoe we het doen maakt niet uit, maar het belangrijkste is dat we erin blijven. En dat gaat ook gebeuren, daar ben ik echt van overtuigd." Onder zijn leiding huurde Sparta de AZ-spelers Fred Friday en Dabney dos Santos, en werd Soufyan Ahannach eveneens op huurbasis overgenomen van het Engelse Brighton & Hove Albion. Advocaat kon het sportieve verval aanvankelijk niet stoppen. Na de thuisnederlaag (0-1) tegen Vitesse verloor Sparta vijf dagen later ook nipt in eigen huis van stadgenoot Excelsior (2-3). Het beslissende doelpunt in de Rotterdamse derby kwam in de 86e minuut op naam van Anouar Hadouir. Op 20 mei degradeerde hij met Sparta naar de Eerste divisie na een 1-3 thuisnederlaag in de nacompetitie tegen Emmen. Een paar maanden eerder was al bekendgemaakt dat Henk Fraser de opvolger van Dick Advocaat zou worden in het nieuwe seizoen, met of zonder degradatie.

### Utrecht
Op 12 september 2018 maakte Utrecht bekend dat het met Advocaat een mondeling akkoord had bereikt om tot het einde van het seizoen 2018/19 benoemd te worden tot hoofdtrainer. FC Utrecht plaatste zich vervolgens onder Advocaat voor de tweede voorronde van de Europa League na het winnen van de play-offs om Europees voetbal ten koste van Vitesse.
Na het opstappen van Jaap Stam bij Feyenoord op 28 oktober 2019 kwam de inmiddels 72-jarige oefenmeester dan weer in beeld als mogelijke trainer ad interim bij die club.

### Feyenoord
Advocaat tekende op 30 oktober 2019 een contract als hoofdtrainer bij Feyenoord. Advocaat nam het over van Jaap Stam, die enkele dagen daarvoor ontslag had genomen omdat hij geen perspectief meer zag om aan te blijven als hoofdtrainer. Advocaat tekende een contract tot het einde van het seizoen en voegde Cor Pot en John de Wolf toe als zijn assistenten.
Op 16 februari 2020 evenaarde hij het record dat sinds 1969 op naam stond van voormalig Feyenoord-hoofdtrainer Ernst Happel, door de eerste elf Eredivisie-wedstrijden sinds zijn aanstelling ongeslagen te blijven. Hiermee was Advocaat de prestatie van Willem van Hanegem al voorbij, hij kwam zijn eerste tien duels in de hoofdklasse van het betaald voetbal door zonder puntenverlies.
Advocaat maakte op 21 april 2020 bekend dat hij zijn contract heeft verlengd tot medio 2021. Op 12 september 2020 ging hij tijdens de competitiewedstrijd tegen PEC Zwolle met een leeftijd van 72 jaar en 351 dagen Foppe de Haan voorbij als oudste trainer ooit in de Eredivisie. Op 23 mei 2021 leidde hij Feyenoord voor de laatste keer; in de playoffs om een plaats in de Conference League werd FC Utrecht verslagen.

### Irak
Op 31 juli 2021 tekende Advocaat, 73 jaar oud inmiddels, als bondscoach van het Iraaks voetbalelftal. Hij tekende een contract tot en met het wereldkampioenschap voetbal 2022 in Qatar. Advocaat nam met Cor Pot en Željko Petrović twee assistenten mee.
Op 23 november 2021 maakten Dick Advocaat en de Irakese voetbalbond een eind aan de samenwerking wegens onvoldoende resultaten in de WK-kwalificatiewedstrijden.

### ADO Den Haag
Op 25 november 2022 maakte Dick Advocaat bekend benaderd te zijn om hoofdtrainer te worden van ADO Den Haag, tijdens een uitzending op SBS6. Kort hierna maakte ADO het nieuws officieel. Hij volgde de ontslagen Dirk Kuijt op als trainer. 
Onder zijn leiding haalde ADO goede resultaten, onder andere 11 wedstrijden zonder nederlaag in de competitie. In maart 2023 kondigde hij aan na dit seizoen te stoppen.

### Curaçao
Op 15 januari 2024 werd Advocaat voor een jaar aangesteld als bondscoach van Curaçao. In november 2024 kwalificeerde de ploeg zich voor de CONCACAF Gold Cup.

## Statistieken

### Als speler
| Seizoen         | Club              | Competitie      | Competitie | Competitie | Beker | Beker | Internationaal | Internationaal | Totaal | Totaal |
| Seizoen         | Club              | Competitie      | Wed.       | Dlp.       | Wed.  | Dlp.  | Wed.           | Dlp.           | Wed.   | Dlp.   |
| --------------- | ----------------- | --------------- | ---------- | ---------- | ----- | ----- | -------------- | -------------- | ------ | ------ |
| 1966/67         | ADO               | Eredivisie      | 2          | 0          | 0     | 0     | 0              | 0              | 2      | 0      |
| 1966/67         | Golden Gate Gales | USA             | 7          | 1          | —     | —     | —              | —              | 7      | 1      |
| 1967/68         | ADO               | Eredivisie      | 3          | 0          | 1     | 1     | —              | —              | 4      | 1      |
| 1968/69         | ADO               | Eredivisie      | 15         | 0          | 1     | 0     | 1              | 0              | 17     | 0      |
| 1969/70         | ADO               | Eredivisie      | 31         | 1          | 3     | 0     | —              | —              | 34     | 1      |
| 1970/71         | ADO               | Eredivisie      | 34         | 0          | 4     | 0     | 6              | 0              | 44     | 0      |
| 1971/72         | FC Den Haag       | Eredivisie      | 34         | 2          | 5     | 0     | 4              | 0              | 43     | 2      |
| 1972/73         | FC Den Haag       | Eredivisie      | 34         | 4          | 3     | 3     | 2              | 0              | 39     | 7      |
| 1973/74         | Roda JC           | Eredivisie      | 33         | 1          | 1     | 0     | —              | —              | 34     | 1      |
| 1974/75         | Roda JC           | Eredivisie      | 33         | 0          | 2     | 0     | —              | —              | 35     | 0      |
| 1975/76         | Roda JC           | Eredivisie      | 34         | 1          | 5     | 0     | —              | —              | 39     | 1      |
| 1976/77         | Roda JC           | Eredivisie      | 13         | 0          | 0     | 0     | 2              | 0              | 15     | 0      |
| 1976/77         | FC VVV            | Eredivisie      | 20         | 2          | 1     | 0     | —              | —              | 21     | 2      |
| 1977/78         | FC VVV            | Eredivisie      | 33         | 4          | 1     | 0     | 0              | 0              | 34     | 4      |
| 1977/78         | Chicago Sting     | NASL            | 24         | 2          | —     | —     | —              | —              | 24     | 2      |
| 1978/79         | FC VVV            | Eredivisie      | 21         | 0          | 1     | 0     | —              | —              | 22     | 0      |
| 1978/79         | Chicago Sting     | NASL            | 28         | 3          | —     | —     | —              | —              | 28     | 3      |
| 1979/80         | FC Den Haag       | Eredivisie      | 11         | 1          | 2     | 0     | —              | —              | 13     | 1      |
| 1979/80         | Chicago Sting     | NASL            | 29         | 1          | —     | —     | —              | —              | 29     | 1      |
| 1980/81         | Sparta            | Eredivisie      | 28         | 5          | 1     | 0     | —              | —              | 29     | 5      |
| 1981/82         | Sparta            | Eredivisie      | 33         | 1          | 6     | 0     | —              | —              | 39     | 1      |
| 1982/83         | Berchem Sport     | Tweede klasse   | 10         | 0          | 1     | 0     | —              | —              | 11     | 0      |
| 1982/83         | FC Utrecht        | Eredivisie      | 24         | 0          | 1     | 1     | —              | —              | 25     | 1      |
| 1983/84         | FC Utrecht        | Eredivisie      | 15         | 0          | 2     | 0     | —              | —              | 17     | 0      |
| Carrière totaal | Carrière totaal   | Carrière totaal | 549        | 29         | 41    | 5     | 15             | 0              | 605    | 34     |

### Als trainer
| Periode   | Club/land                    | Land/regio | Competitie                  | Functie              |
| --------- | ---------------------------- | ---------- | --------------------------- | -------------------- |
| 1980-1984 | DSVP                         | Nederland  | Amateurs                    | Trainer              |
| 1984-1987 | Nederland                    | Nederland  |                             | Assistent-bondscoach |
| 1987-1989 | FC Haarlem                   | Nederland  | Eredivisie                  | Trainer              |
| 1989-1991 | SVV                          | Nederland  | Eerste divisie / Eredivisie | Trainer              |
| 1991      | SVV/Dordrecht'90             | Nederland  | Eredivisie                  | Trainer              |
| 1991-1992 | Nederland                    | Nederland  |                             | Assistent-bondscoach |
| 1992-1994 | Nederland                    | Nederland  |                             | Bondscoach           |
| 1995-1998 | PSV                          | Nederland  | Eredivisie                  | Trainer              |
| 1998-2002 | Rangers                      | Schotland  | Scottish Premier League     | Trainer              |
| 2002-2004 | Nederland                    | Nederland  |                             | Bondscoach           |
| 2004-2005 | Borussia Mönchengladbach     | Duitsland  | Bundesliga                  | Trainer              |
| 2005      | Verenigde Arabische Emiraten | VAE        |                             | Bondscoach           |
| 2005-2006 | Zuid-Korea                   | Zuid-Korea |                             | Bondscoach           |
| 2006-2009 | Zenit Sint-Petersburg        | Rusland    | Premjer-Liga                | Trainer              |
| 2009-2010 | België                       | België     |                             | Bondscoach           |
| 2009-2010 | AZ                           | Nederland  | Eredivisie                  | Trainer              |
| 2010-2012 | Rusland                      | Rusland    |                             | Bondscoach           |
| 2012-2013 | PSV                          | Nederland  | Eredivisie                  | Trainer              |
| 2013-2014 | AZ                           | Nederland  | Eredivisie                  | Trainer              |
| 2014      | Servië                       | Servië     |                             | Bondscoach           |
| 2015      | Sunderland                   | Engeland   | Premier League              | Trainer              |
| 2016      | Feyenoord                    | Nederland  | Eredivisie                  | Adviseur             |
| 2016      | Nederland                    | Nederland  |                             | Assistent-bondscoach |
| 2016-2017 | Fenerbahçe                   | Turkije    | Süper Lig                   | Trainer              |
| 2017      | Nederland                    | Nederland  |                             | Bondscoach           |
| 2018      | Sparta Rotterdam             | Nederland  | Eredivisie                  | Trainer              |
| 2018-2019 | FC Utrecht                   | Nederland  | Eredivisie                  | Trainer              |
| 2019-2021 | Feyenoord                    | Nederland  | Eredivisie                  | Trainer              |
| 2021      | Irak                         | Irak       |                             | Bondscoach           |
| 2022      | FC Utrecht                   | Nederland  | Eredivisie                  | Adviseur             |
| 2022-2023 | ADO Den Haag                 | Nederland  | Eerste divisie              | Trainer              |
| 2024-     | Curaçao                      | Curaçao    |                             | Bondscoach           |

## Erelijst
Als trainer
 SVV
- Eerste divisie: 1989/90

 PSV
- Eredivisie:  1996/97
- KNVB Beker: 1995/96
- Johan Cruijff Schaal: 1996, 1997, 2012

 Rangers
- Scottish Premier League: 1998/99, 1999/00
- Scottish Cup: 1998/99, 1999/00
- Scottish League Cup: 1998/99

 Zenit
- UEFA Cup: 2007/08
- UEFA Super Cup: 2008
- Premjer-Liga: 2006/07
- Russische Supercup: 2008

Individueel
- Russisch Trainer van het Jaar: 2008
- Dick Advocaat is een winnaar bij de Haagse Sportprijzen 2008: hij kreeg de prijs ‘de beste Haagse profsporter van 2008’ op 31 januari 2009
- Rinus Michels Award: 2022 (Oeuvreprijs)
- Beste trainer 3e periode: 2022/23